# Anacapri
Anacapri är en ort och kommun på ön Capri i storstadsregionen Neapel, innan 2015 provinsen Neapel, i regionen Kampanien i Italien. Kommunen hade 6 827 invånare (2022).